# 高速再突入実験機
高速再突入実験機（英語: Demonstrator of Atmospheric Reentry System with Hypersonic Velocity、DASH）は、ISAS（宇宙科学研究所）が打ち上げた大気圏再突入実験機である。

## 概要
はやぶさ(MUSES-C)など将来の月・惑星からのサンプルリターン計画において必要となる惑星間空間から直接大気圏再突入する技術の実証のため開発された。静止衛星の打ち上げに相乗りするピギーバック衛星であるために静止遷移軌道(GTO)からの再突入となるが、再突入角度の設定によって惑星間軌道から直接再突入する場合とほぼ同じ10MW/m2の熱環境を実現する。
計画では、第4近地点付近で周期調整モータ(DFM)を用い軌道の誤差や落下点の経度を調整する第1回軌道修正（ΔV1）を、第7近地点通過後に軌道離脱モータ(DOM)を用いて軌道を離脱する第2回軌道修正（ΔV2）を、それぞれ実施し、モーリタニアのサハラ砂漠上空の高度200kmで再突入、高度10kmでカバーを分離後パラシュートを開傘し、10m/sで軟着陸する予定だった。

## 運用
日本時間2002年2月4日11時45分にH-IIAロケット2号機によってつばさ(MDS-1)及びロケット性能確認用ペイロード3型(VEP-3)とともに打ち上げられた。
計画ではリフトオフ後30分18秒で4/4D-LSデュアルロンチ用フェアリングの下部フェアリングから分離される予定であったが、17時40分から18時40分までのチリ大学サンティアゴ局の第1可視において、搭載機器は正常に動作しているものの、フェアリングから未分離であることが確認された。23時28分から翌2月5日6時17分までの内之浦局における第1可視において、軌道や搭載機器などの状態を確認したが、姿勢などから未分離であることが再確認され、分離コマンドを送信しても分離されない状態であった。
その後同日23時から翌2月6日4時までの内之浦局の第2可視において分離作業を実施するべく、搭載機器の回路設計にまで踏み込んだ検討を実施したものの、分離手段は無いと結論づけられ、DASHのミッションの中止が決定された。
なお2009年頃にはDASH-2計画もあった

## 分離失敗の原因
分離失敗の原因については2月4日に設置された高速再突入実験(DASH)調査特別委員会において宇宙開発事業団(NASDA)の協力も得ながら調査検討が行われ、システム設計にまで遡った分析、解析が実施された。その結果、メーカー製造段階における製造図面の誤りによる信号伝達ケーブルの誤配線が原因であると特定された。製造図面の検査はメーカー内で完結していて、納入時における検査は製造図面との照合となるため誤配線は発見できなかったという。
その後、再発防止を目的として、衛星の研究開発、試験体制について評価、点検し、その在り方を検討するため、外部の専門家から成る衛星研究開発タスクフォースを設置した。